# Victor Paillard
Pour les articles homonymes, voir Paillard.
 (avril 2018).
Alexandre Victor Paillard, né le 14 novembre 1805 à Heudicourt (Eure) et mort le 31 mars 1886 à Paris (7e arrondissement), est un bronzier et sculpteur français.

## Biographie
Victor Paillard est le fils de Charles Paillard, petit propriétaire terrien, et de Denise Louise Victoire de Chaumont.
Séjournant chez sa sœur Mme Baudin à By-Thomery (Seine-et-Marne), ses talents artistiques sont remarqués par le comte de Guzmán[Lequel ?], qui l'envoie se perfectionner à Paris.
Après un passage par l'École royale gratuite de dessin et une formation de ciseleur, il est fait chef d'atelier de la maison Denière et collaborateur de Ferdinand Barbedienne. Rapidement reconnu comme l'un des meilleurs bronziers fondeurs de son temps, il crée en 1838 une maison d'objets d'art et d'ameublement qui emploiera jusqu'à une centaine de personnes au milieu du XIXe siècle. Il reçoit de nombreuses commandes officielles, notamment lors de la décoration de l'hôtel du ministre des Affaires étrangères au quai d'Orsay à Paris.
Exposant en France et à l'étranger, il est nommé membre du jury de l'Exposition universelle de 1855 à Paris, et expose hors-concours.
Victor Paillard travailla pour l'ébéniste Alexandre-Georges Fourdinois, de grandes familles russes, dont le baron Stieglitz, Honoré de Balzac, le duc de Galliera, Abel Laurent, Louis-Constantin Detouche, etc.
Officier de la Légion d'honneur, chevalier de la Couronne de fer en Autriche, il est nommé conseiller de Paris et maire du 3e arrondissement le 25 mars 1874.

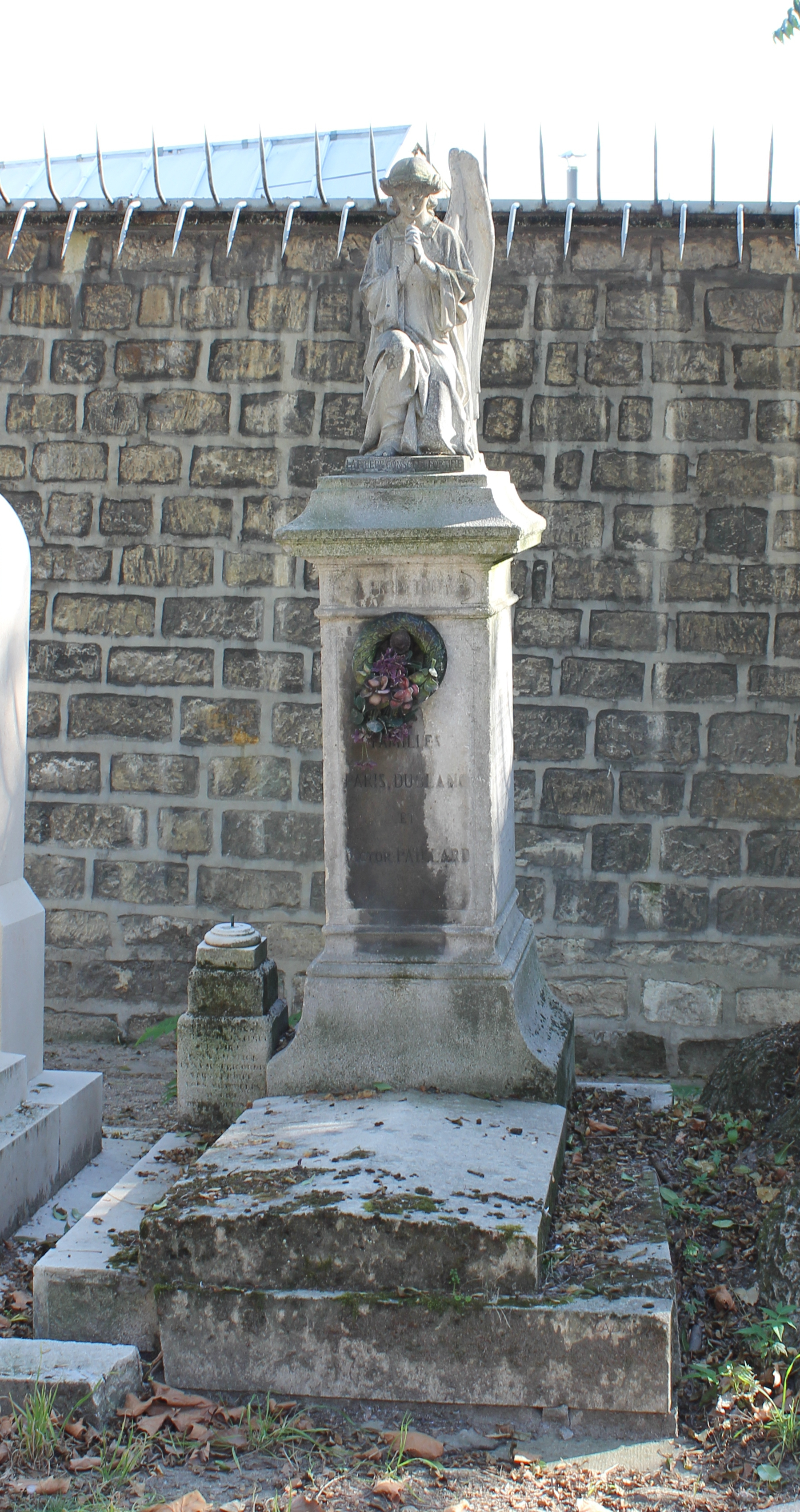
Tombe de Victor Paillard, Paris, cimetière du Père-Lachaise.

Il meurt le 31 mars 1886 à son domicile au 11, passage de la Visitation à Paris et est inhumé à Paris au cimetière du Père-Lachaise (33e division).
Sa fille Louise épouse en 1872 à Paris le fils de l'ébéniste Auguste Émile Leprince-Ringuet.

## Œuvres
- Salon de 1844 : pendule à figure couchée ; candélabre avec groupe d'enfants ; Françoise de Rimini d'après Decaisne ; Bossuet d'après Jean-Jacques Feuchère ; pendule Louis XV avec enfants et oiseaux d'après Boucher ; candélabre Pompéi ; bénitier supporté par des anges.
- 1848 : buste de L'Abbé de l'Épée, d'après Lassus, et deux statuettes, d'après Auguste Préault, pour la chapelle Sainte-Suzanne de l'église Saint-Roch à Paris ; Sapho debout, d'après James Pradier, statuette abondamment reproduite dans des techniques variées.
- Exposition universelle de 1851 de Londres au Crystal Palace : il dirige la fonte de la statue colossale de la Reine Victoria en zinc et bronze, d'après Jean-Pierre Dantan ; figure d'enfant grandeur nature couronné de pampres et portant un candélabre de bronze doré de style Louis XIV ; vases en porcelaine tendre avec anses décorées d'enfants vendangeurs ; têtes de chimères ; paire de flambeaux de style Louis XV, etc.
- 1855 : il exécute la toilette de l'impératrice Eugénie en style néo-Louis XV ; statue équestre de l'empereur Napoléon III d'après Jean-Baptiste Joseph Debay.
- Crédences du maître-autel de l'église Saint-Thomas d’Aquin à Paris, avec têtes d'anges, pampres et épis.
- Décoration de l'hôtel du ministre des Affaires étrangères à Paris, exécutant notamment la célèbre horloge, les bronzes de la cheminée (d'après Michel Joseph Napoléon Liénard) et les quatre lustres à chimères et groupes d'enfants du salon de l'Horloge ; le départ de rampe de l'escalier d'honneur ; le grand lustre de style néo-Renaissance avec enfants et arabesques dans le salon du Congrès, ainsi qu'une pendule en bronze et or (L'architecture et la Peinture), des candélabres figurant les Trois Grâces, une autre paire de candélabres et une paire de torches ; dans le salon des Ambassadeurs, une pendule figurant la Poésie et la Musique, des candélabres assortis et un lustre de style néo-Renaissance.
- Paris, musée des Arts décoratifs : Victoire Ailée, don Ferrand - Leprince-Ringuet.
- Versailles, musée Lambinet : Enlèvement de Déjanire, don Turquet - Leprince-Ringuet.

Œuvres de Victor Paillard
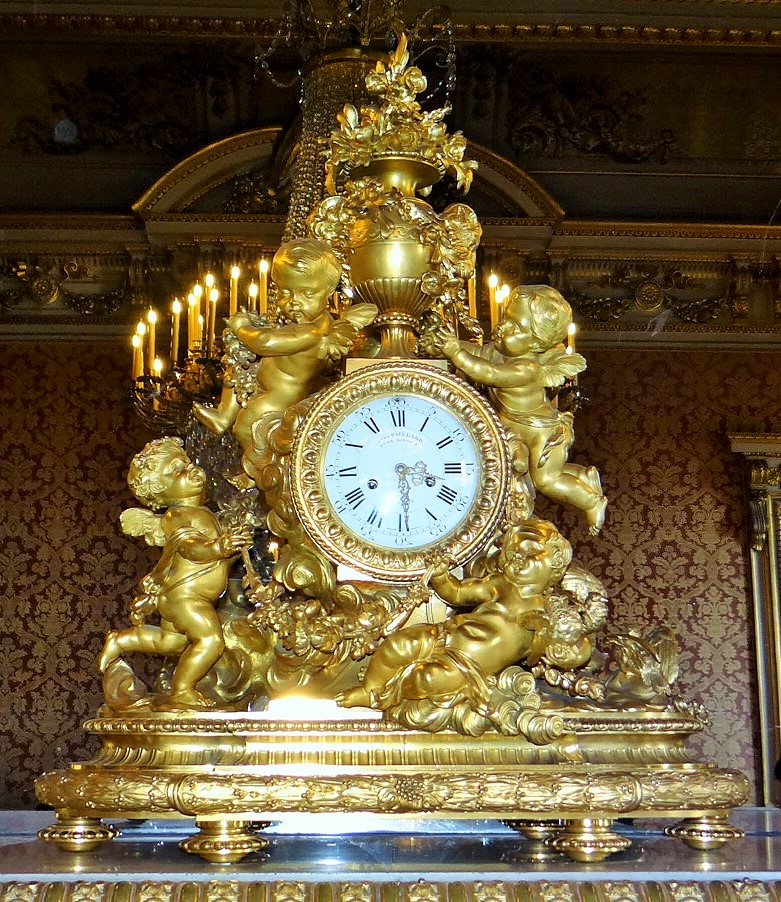
Horloge du salon de l'Horloge, hôtel du ministre des Affaires étrangères à Paris.
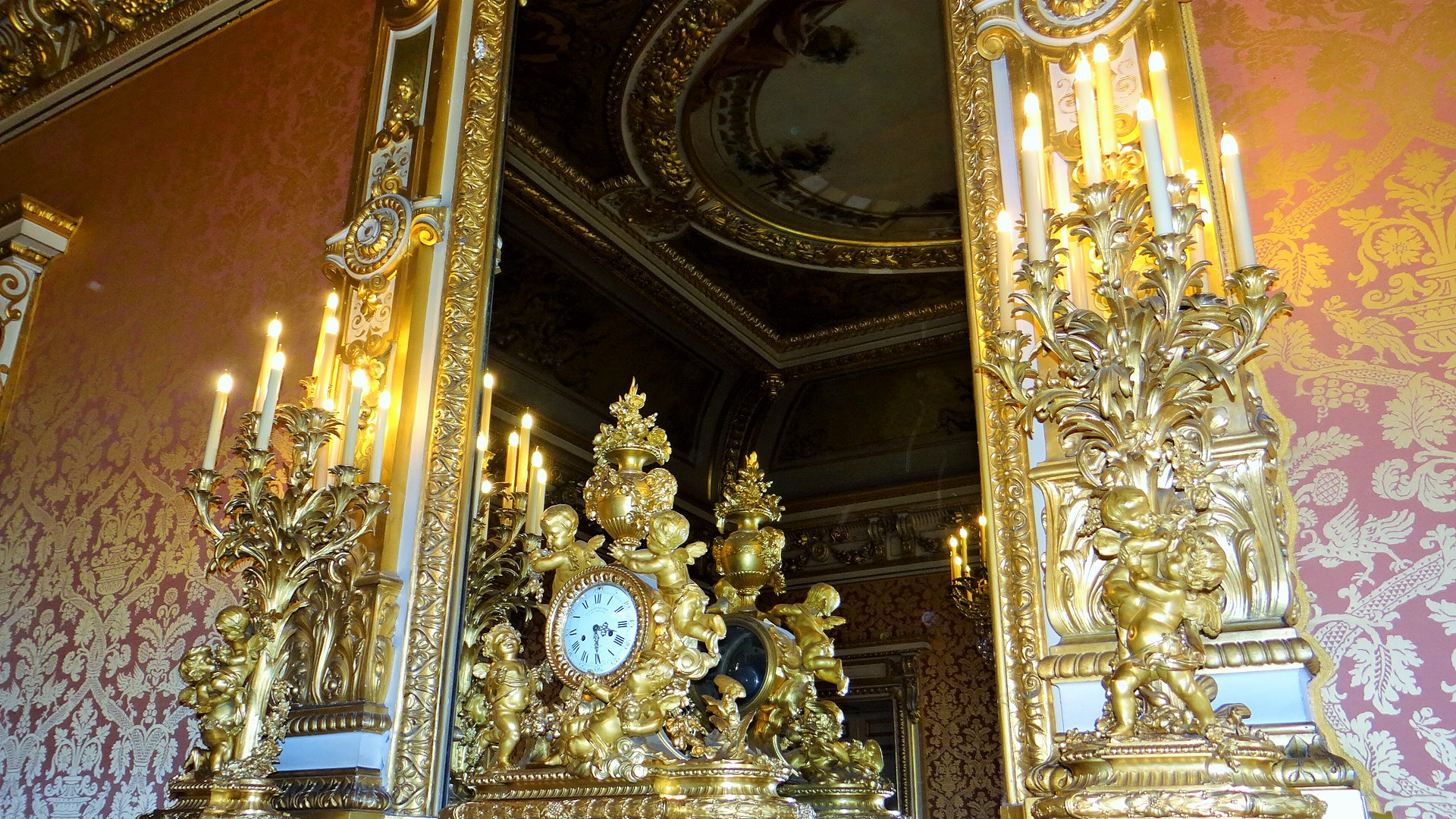
Paire de candélabres, salon de l'Horloge, hôtel du ministre des Affaires étrangères à Paris.